# Are You Ready
"Are You Ready" é uma canção da banda australiana de hard rock AC/DC. Foi composta no ano de 1990 pelos irmãos Angus Young e Malcolm Young, além do vocalista Brian Johnson. Está presente no álbum The Razors Edge e é tocada com o baterista Chris Slade, durante sua primeira passagem pela banda. Ela esteve presente no DVD Family Jewels, lançado pela banda no ano de 2003, que contém uma série de videoclipes desde a era Bon Scott até a Brian Johnson.
É conhecida por seu calmo riff de guitarra no início da música.
A faixa alcançou a 16ª colocação na Mainstream Rock Tracks.

## Certificações
| Região               | Certificação | Vendas |
| -------------------- | ------------ | ------ |
| Nova Zelândia (RMNZ) | Ouro         | 5,000^ |